# مائنکلاکاگ
مائنکلاکاگ (به انگلیسی: Maenclochog) یک منطقهٔ مسکونی در بریتانیا است که در پمبروکشر واقع شده‌است. مائنکلاکاگ ۷۳۱ نفر جمعیت دارد.